# Авиньонский фестиваль
Авиньо́нский фестива́ль — театральный фестиваль, основанный в 1947 году Жаном Виларом (был директором фестиваля до 1971 года) и ежегодно проходящий во французском городе Авиньон.
Главная фестивальная площадка представляет собой открытые подмостки в глубине двора бывшего Папского дворца, сам двор служит зрительным залом. Представления проходят под открытым небом, занавес и декорации отсутствуют.
Фестиваль в Авиньоне традиционно привлекает большое количество туристов.

## Крупнейшие постановки
В рамках Авиньонского фестиваля в разные годы были показаны, среди множества других, следующие спектакли:
- 1967 год: Messe pour le temps présent / Месса для нынешних дней, балет Мориса Бежара
- 1976: Einstein on the Beach / Эйнштейн на пляже, опера Филипа Гласса в постановке Роберта Уилсона
- 1980: Saint Matthew Passion / Страсти по Матфею, балет Джона Ноймайера на музыку Баха
- 1983: Nelken / Гвоздики, балет Пины Бауш
- 1987: Le Soulier de Satin / Атласный башмачок, драма Поля Клоделя в постановке Антуана Витеза
- 1988: Das Wintermärchen / Зимняя сказка, драма Шекспира в постановке Люка Бонди
- 2002: noBody, балет Саши Вальц
- 2002: Mahabharata / Махабхарата, спектакль Питера Брука
- 2004: Woyzeck / Войцек, драма Георга Бюхнера в постановке Томаса Остермайера
- 2005: L’histoire des larmes / История слёз, спектакль Яна Фабра
- 2006: Asobu, балет Жозефа Наджа; Paso Doble, балет Жозефа Наджа и Мигеля Барсело; Без возврата, балет Франсуа Верре по роману Мелвилла «Моби Дик»
- 2007: «Варвары» Горького, спектакль Эрика Лакаскада
- 2008: Божественная комедия Данте, спектакль Ромео Кастеллуччи
- 2009: А(Поллония), спектакль Кшиштофа Варликовского
- 2010: Papperlapapp и Защита от будущего, спектакли Кристофа Марталера; Человек без свойств, по Музилю, реж. Ги Кассирс; Волшебник летом Оливье Кадьо, постановка Людовика Лагарда (О. Кадьо — первый писатель, ставший главным гостем, «ассоциированным артистом» фестиваля за все время его существования)
- 2011: главным гостем фестиваля стал Борис Шармац, были показаны его спектакли Levée des conflits и Flip Book
- 2012: главным гостем фестиваля был Саймон Мак-Бёрни, представивший свой спектакль Мастер и Маргарита, по Михаилу Булгакову